# Giovanni Brizzi
Giovanni Brizzi, né à Bologne le 23 juillet 1946 est un historien italien.

## Biographie
Giovanni Brizzi est professeur d'histoire romaine à l'université de Bologne entre 1986 et 2016. Il enseigne également à l'université de Sassari et d'Udine avant de retourner à Bologne en 2000-2001. Il est professeur à la Sorbonne IV à Paris à plusieurs reprises en 1993-1994 et en 2005-2006.
Il est membre ordinaire de la Deputazioni di storia patria (it) pour la province de Romagne et a également reçu le prix « Mario di Nola » de l'Académie des Lyncéens. Il est membre de l'Académie des sciences de l'institut de Bologne et dirige la Rivista Storica dell'Antichità. Spécialiste de l'histoire d'Hannibal Barca et de l'histoire militaire romaine, il est l'auteur de plus de cent trente publications, dont huit monographies sur des figures de la Rome républicaine, dont beaucoup sont traduites dans de multiples langues et de quelques émissions de radio, dont deux série de vingt épisodes diffusée en 1999 sur Rai Radio 2 dédiée à Hannibal Barca, et Sylla. Pour ses activités de recherche sur la bataille du lac Trasimène, il reçoit la citoyenneté honoraire de Tuoro sul Trasimeno.

## Publications
- (it) Studi militari romani, Bologne, CLUEB, 1983.
- (it) Annibale, strategia e immagine, Pérouse, Provincia di Perugia, 1984.
- (it) Studi di storia annibalica, Faenza, F.lli Lega, 1983.
- (it) Carcopino, Cartagine e altri scritti, Sassari, Università degli studi, 1989.
- (it) Il coro intarsiato dell'Abbazia di Monte Oliveto Maggiore, Milan, Silvana editoriale, 1989 (ISBN 88-366-0238-X).
- (it) Annibale. Come un'autobiografia [« Moi, Hannibal… »], Milan, Rusconi, 1994 (ISBN 88-18-23041-7).
- (it) Storia di Roma, vol. 1 : Dalle origini ad Azio, Bologne, Pàtron, 1997 (ISBN 88-555-2419-4).
- (it) Annibale, Rome, Rai-ERI, 2000 (ISBN 88-397-1113-9).
- (it) Il guerriero, l'oplita, il legionario. Gli eserciti nel mondo classico, Bologne, Il mulino, 2002 (ISBN 88-15-08907-1).
- (it) Silla [« Sylla »], Rome, Rai-ERI, 2004 (ISBN 88-397-1301-8).
- (it) « Gli eventi », dans Passeggiate archeologiche piacentine. Da Piacenza a Veleia, Reggio d'Émilie, Diabasis, 2004 (ISBN 88-8103-298-8).
- (it) « Ancora su Illyriciani e Soldatenkaiser. Qualche ulteriore proposta per una messa a fuoco del problema », dans Gianpaolo Urso, Dall'Adriatico al Danubio: l'illirico nell'età greca e romana. Atti del Convegno internazionale, Cividale del Friuli, 25-27 settembre 2003, Pise, ETS, 2004 (ISBN 88-467-1069-X), p. 319-342.
- (it) « L'età repubblicana », dans Storia di Bologna, I, Bologna nell'antichità, Bari, Edipuglia, 2005 (ISBN 88-7395-109-0).
- (it) « Si vis pacem, para bellum », dans Mario Pani, Storia romana e storia moderna. Fasi in prospettiva, Bologne, Bononia University Press, 2005 (ISBN 88-7228-410-4).
- (it) Scipione e Annibale. La guerra per salvare Roma, Rome-Bari, Laterza, 2007 (ISBN 978-88-420-8332-0).
- (it) Cristiano Sigurani, « Leoni sul Danubio: nuove considerazioni su un episodio delle guerre di Marco Aurelio », dans Livio Zerbini (it) et Soveria Mannelli, Roma e le province del Danubio. Atti del I convegno internazionale, Ferrara-Cento, 15-17 ottobre 2009, Rubbettino, 2010 (ISBN 978-88-498-2828-3).
- (it) Metus Punicus. Studi e ricerche su Annibale e Roma, Imola, Angelini, 2011 (ISBN 978-88-87930-67-2).
- (it) Roma. Potere e identità dalle origini alla nascita dell'impero cristiano, Bologne, Pàtron, 2012 (ISBN 978-88-555-3153-5).
- (it) 70 d.C. La conquista di Gerusalemme, Rome-Bari, Laterza, 2015 (ISBN 978-88-581-1979-2).
- (it) Canne. La sconfitta che fece vincere Roma, Bologne, Il mulino, 2016 (ISBN 978-88-15-26416-9).
- (it) Guerre puniche, Milan, Corriere della Sera, 2016.
- (it) Ribelli contro Roma. Gli schiavi, Spartaco, l'altra Italia, Bologne, Il mulino, 2017 (ISBN 978-88-15-27378-9).

## Distinctions
Chevalier de l'ordre des Palmes académiques
Officier de l'ordre des Palmes académiques